# 別子温泉
別子温泉（べっしおんせん）は、愛媛県新居浜市の別子ラインの真ん中にあるマイントピア別子本館内にある温泉である。平成28年4月15日に、全面改装してオープンした。

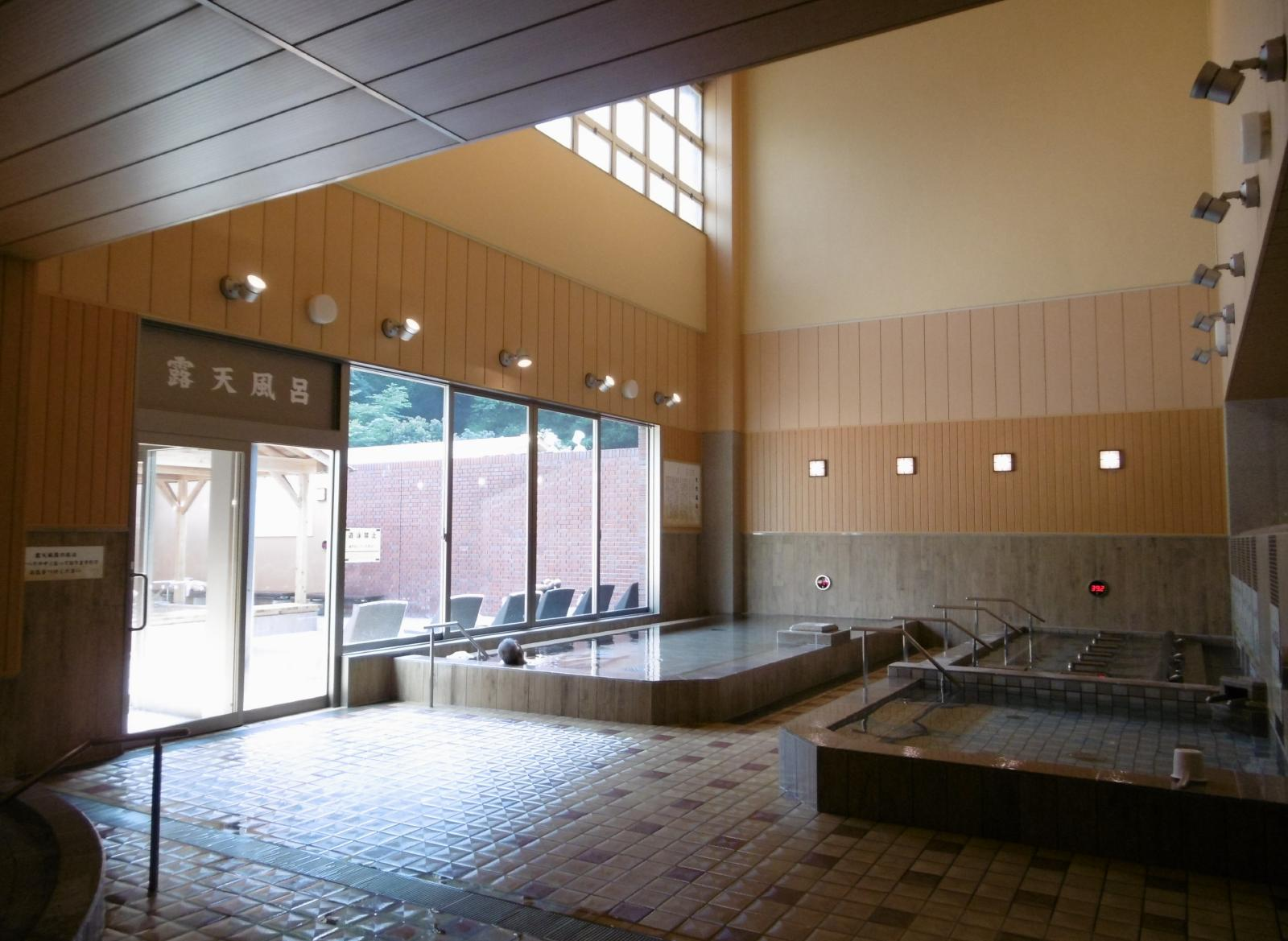
内風呂

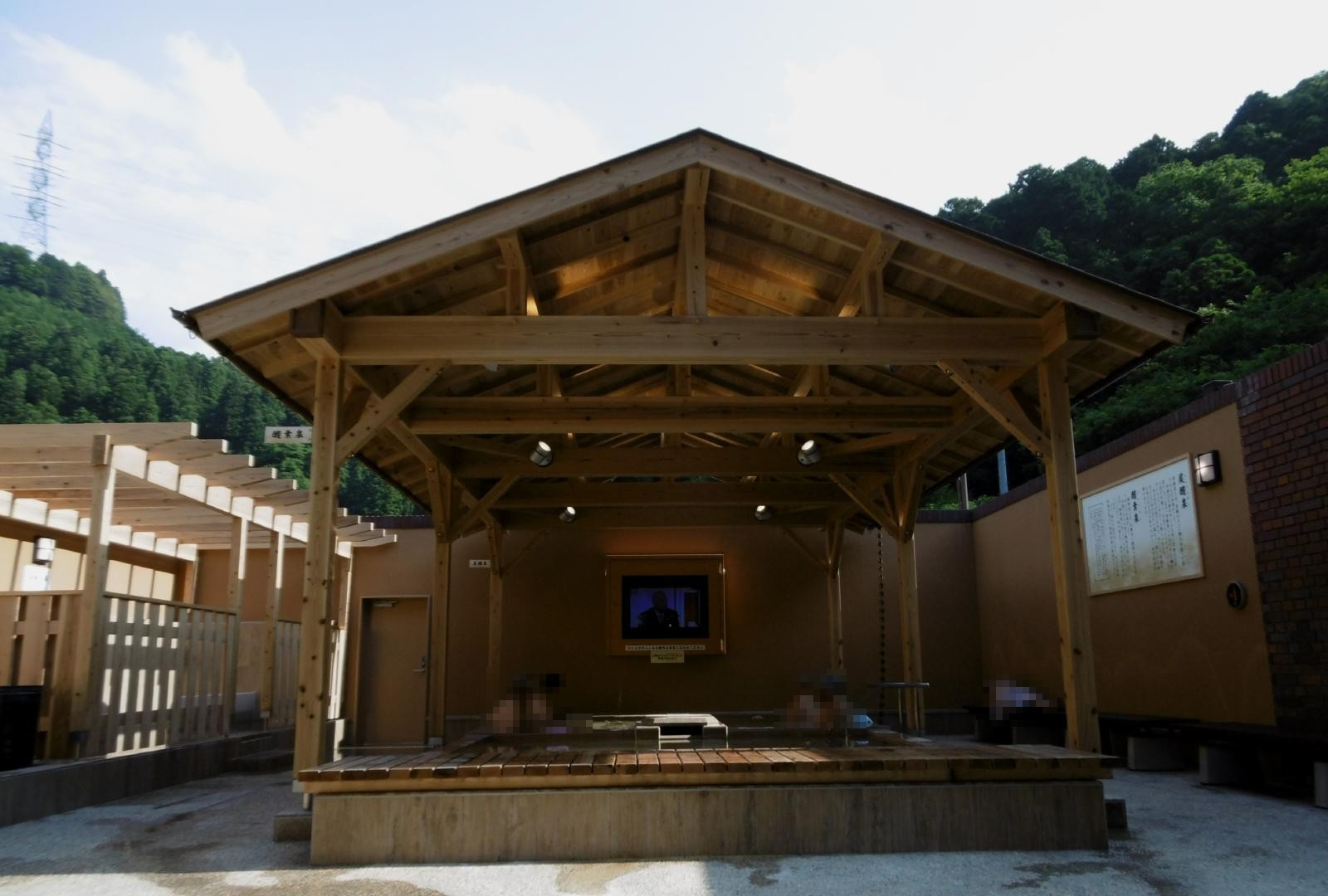
露天風呂

## 概要
泉質は、低張性中性冷鉱泉（平成26年5月26日分析）である。露天風呂には、37.8度の炭酸泉の湯船および、42.6度の酸素泉の湯船があり、新居浜市の企業が開発した装置により人工的にそれぞれ二酸化炭素と酸素を含有させたお湯である。また、3つの壺湯や４人が同時に寝そべれる寝湯がある。高い塀越しではあるが、山々を臨むことができる。内風呂には、大浴場と浅い子供風呂、リラクゼーションジェットバス風呂、遠赤外線サウナ風呂、水風呂があり、別の設備として岩盤浴や岩塩浴がある。ボデイソープとリンス＆シャンプーが備え付けであるが、タオルなどは別料金である。

## 温泉街
道の駅マイントピア別子に併設された温泉施設で、本館奥のエレベーターで４階まで上がるとある。マイントピア別子では、別子銅山に関する展示などを見ることができる。温泉ゾーンには定食やカレーライスの食堂がある。また、別階にもレストランがあるが、温泉ゾーンから一度出ると戻れない。なお、男女別の日帰り温泉施設で宿泊はできない。

## 利用料金
大人500円（税込）、小中学生300円、幼児200円、65歳以上と障害者400円、回数券あり。脱衣所のロッカーは100円玉を入れるが返却される。100円玉両替器あり。
営業時間 10時から22時（受付終了21時）
岩盤浴600円（50分まで）

## 歴史
平成28年4月のリニューアル以前は、「温泉保養センターヘルシーランド別子」の名称だった。

## アクセス
- 鉄道 : 予讃線新居浜駅よりバスで約15分。